# Comuna Jîrova, Jîdaciv
Jîrova (în ucraineană Жирова) este o comună în raionul Jîdaciv, regiunea Liov, Ucraina, formată din satele Borotciîți, Horodîșce, Jîrova (reședința) și Zaliskî.

## Demografie
Componența lingvistică a comunei Jîrova
     Ucraineană (99,81%)
     Alte limbi (0,19%)
Conform recensământului din 2001, majoritatea populației comunei Jîrova era vorbitoare de ucraineană (99,81%), existând în minoritate și vorbitori de alte limbi.